# 민주주의의 경제이론
민주주의의 경제 이론(An Economic Theory of Democracy)은 1957년에 출판된 앤서니 다운스가 쓴 경제학 논문이다 이 책은 경제 이론이 비 시장적 정치적 의사 결정에 적용될 수 있는 정확한 조건을 가진 모델 을 제시했다. 또한 모델에서 그의 결론의 타당성을 확인하기 위해 테스트할 수 있는 경험적 연구 영역을 제안했다. 이 파생된 연구의 대부분은 결국 공공선택론에 통합되었다. 다운스의 이론 은 공공 정책 선택에 대한 규범적 진술을 삼가하고 대신 정부 가 해야 할 관련 인센티브가 주어지면 합리적인 것에 초점을 맞춘다.
책의 8장에서 이데올로기 개념이 그의 이론에서 어떻게 중심적인지 설명한다. 주어진 정치 공동체 에서 유권자의 이념적 분포 에 따라 선거 결과는 안정적 이고 평화 롭 거나 매우 다양할 수 있으며 심지어 폭력 혁명 을 초래할 수도 있다. 선거 구조도 고려한다면 정당의 예상 수를 식별할 수도 있다. 유권자의 이념적 입장을 그래프 형태로 표시하고 그 그래프가 하나의 정점을 보인다면 중위 유권자를 식별할 수 있고 대의민주주의에서는 후보자의 선택과 정책의 선택이 그 위치로 몰리게 된다. 중간 유권자의. 반대로 이념분포 그래프가 이중첨두로 되어 있어 대다수의 유권자가 극도로 진보적이거나 극도로 보수적이라면 각 모드를 대표하는 의원 들이 유권자들로부터 벌을 받기 때문에 정치적 합의 나 정치적 균형을 향한 경향을 달성하기 어렵다. 중간 입장을 대표하는 정책을 지원함으로써 상대방과의 합의. 다음은 다운스가 8장에서 증명하려고 시도한 주요 명제 목록이다.
1. 양당 민주주의는 국민들 사이에 많은 이념적 합의가 없으면 안정적이고 효과적인 정부를 제공할 수 없다.
2. 양당제 시스템의 당사자는 의도적으로 플랫폼을 변경하여 서로 닮도록 한다. 반면 다당제 체제의 정당들은 가능한 한 서로 이데올로기적으로 구별되도록 노력한다.
3. 한 사회의 시민에서 이념의 분포가 일정하다면 그 정치체제는 시간이 지남에 따라 정당의 수와 이념적 입장이 안정되는 평형의 위치로 이동하게 될 것이다.
4. 새로운 정당은 적격 유권자들 사이에서 이념적 견해의 분포에 상당한 변화가 발생한 직후 가장 성공적으로 출범할 수 있다.
5. 양당제에서는 각 정당이 자신의 플랫폼을 모호하고 모호하게 만들어 유권자들의 비합리성을 부추기는 것이 합리적이다.

## 같이 보기
- 맨슈어 올슨